# Oxalis lasiopetala
Oxalis lasiopetala är en harsyreväxtart som beskrevs av Joseph Gerhard Zuccarini. Oxalis lasiopetala ingår i släktet oxalisar, och familjen harsyreväxter. Inga underarter finns listade i Catalogue of Life.